# 一壘安打
一壘安打（英語：single、日语：／ Tanda */?），是棒球術語，為安打的一種，打者上壘僅止於一壘。
一般最常見的安打是一壘安打，一壘安打與長打不同，長打包含二壘安打、三壘安打，以及全壘打。

## 紀錄規則
以下情形依棒球規則均記為一壘安打：
- 一般情況下，打擊者擊出安打後，僅停留在一壘。
- 打者擊出安打後已踏過一壘，在二壘前被刺殺。
- 打者因未踏二壘而被判出局。
- 未曾觸及野手的界內球，在界內區域觸及跑壘員、裁判員的身體或衣服者。
- 打者擊出再見安打，而得到致勝分的跑壘員僅前進一個壘包時。

## 特殊的一壘安打

### 內野安打
指擊出內野滾地球形成的安打。內野安打由於球擊得不遠，多半是一壘安打，且多半是跑壘速度快的打者才容易擊出，此外，在一壘沒有跑者時也較容易產生。如美國職棒大聯盟西雅圖水手隊的日籍球員鈴木一朗就是經常擊出內野安打的好手，2004年破紀錄的262支安打中，就有高達60支內野安打。

### 德州安打
“德州安打”是指打得不甚強勁的飛球，剛好掉落在內野手及外野手之間落地而形成的幸運安打，又被稱作「三不管地帶的安打」。因為落點離內野不遠，多半只能形成一壘安打。
德州安打名稱的由來，一種說法認為：過去美國職棒小聯盟有個德州聯盟（Texas Leaguer），該聯盟總共有八個球隊，而此聯盟有個共同特色就是每一支球隊的主場地外野都非常的空曠，另外，常有不定向的怪風，這兩個因素之下就造成該聯盟在比賽當中常形成這種內外野間的安打球。在1896年有位德州聯盟的選手奧利·皮克林（Ollie Pickering），曾有連續七個打席都擊出這種三不管地帶的安打，所以前述的狀況加起來，在1933年《Baseball scrapbook》一書就正式將這種安打球命名為「Texas League single」。
另一種說法則認為：德州安打都是落在內外野之間，有如球掉在廣闊的德州，讓內外野手不好處理，因此就稱呼為德州安打。
還有一種說法稱：德州在早年美國墾荒的時期，代表的是荒遠邊陲、法令不行的地區，因此後來引申到棒球場上，成為「三不管地帶」安打的替代名詞。